# Карлос Вела
Карлос Альберто Вела Гаррідо (ісп. Carlos Alberto Vela Garrido, нар. 1 березня 1989, Канкун) — мексиканський футболіст, центральний нападник клубу «Лос-Анджелес».
Насамперед відомий виступами за «Арсенал» та «Реал Сосьєдад», а також національну збірну Мексики. У складі збірної — дворазовий володар Золотого кубка КОНКАКАФ.

## Клубна кар'єра
Вихованець футбольної школи клубу «Гвадалахара».
У дорослому футболі дебютував 2005 року, перейшовши за 125 тис. фунтів до «Арсеналу», але через жорсткі рамки Прем'єр-ліги щодо легіонерів не отримав дозволу на роботу і змушений був відправитися до оренди. Так, з 2006 по 2008 рік Карлос грав у складі клубів «Сельта Віго», «Саламанка» та «Осасуна».

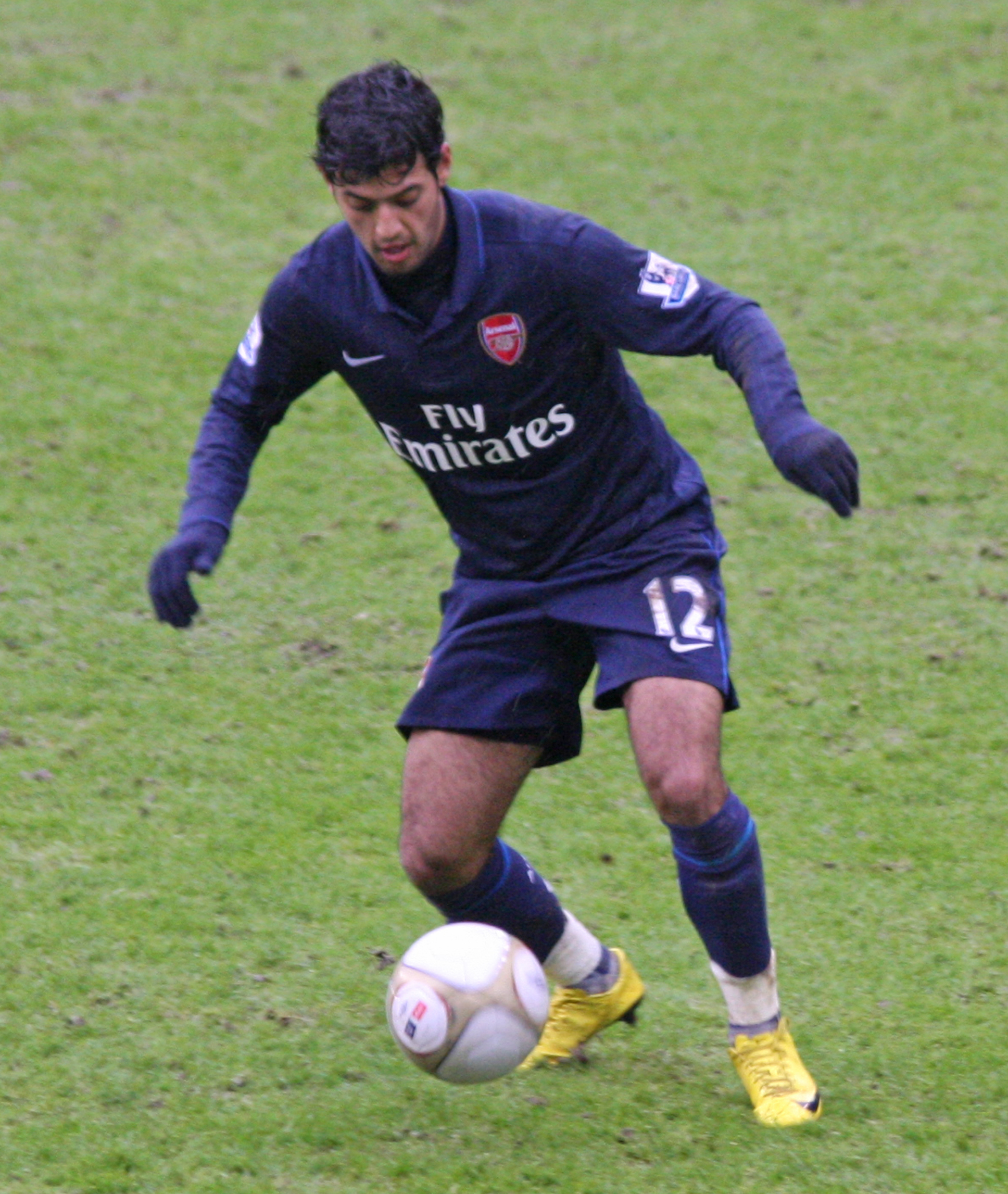
Карлос Вела 2010 року у складі «Арсенала»

Своєю грою за в оренді знову привернув увагу представників тренерського штабу «Арсенала», до складу якого повернувся влітку 2008 року. Так як за час, поки Вела грав у Іспанії, він встиг отримати іспанське громадянство, то тепер йому нічого не заважало розпочати виступи в складі лондонського клубу. Карлос відіграв за «канонірів» наступні два з половиною сезони своєї ігрової кар'єри, проте стабільного місця в основному складі не здобув.
Тому на початку 2011 року Вела знову відправився в оренду, чого разу до клубу «Вест-Бромвіч Альбіон», а після завершення сезону, влітку 2011 року був на рік орендований іспанським клубом «Реал Сосьєдад». Після вдалого сезону за клуб із Сан-Себастьяна, протягом якого за 35 матчів Ла Ліги він забив 12 голів, Вела 17 серпня 2012 року був викуплений іспанцями за 3 мільйони євро. У наступних двох сезонах Карлос був найкращим бомбардиром команди у чемпіонаті, забивши 14 і 16 голів відповідно. З сезону 2014/15 результативність мексиканця частково впала, втім він залишався основним гравцем. 10 квітня 2017 року Вела зіграв у своєму 200 матчі у Ла-Лізі за «Реал Сосьєдад» у зустрічі проти хіхонського «Спортінга» (3:1), ставши другим легіонером за кількістю матчів за клуб після серба Дарко Ковачевича.
8 серпня 2017 року стало відомо, що на початку 2018 року Вела перейде у новостворений клуб МЛС «Лос-Анджелес». У своєму останньому матчі за сан-себастьянців 20 грудня 2017 року Вела забив гол у ворота «Севільї», який став для нього 73-ім за цю команду. За «Лос-Анджелес» же Карлос дебютував 4 березня 2018 року матчі проти «Сіетл Саундерс» (1:0). Того ж місяця Карлос Вела став першим гравцем, який забив у лос-анджелеському дербі, зробивши вже до 26 хвилини дубль у воротах «Лос-Анджелес Гелексі», втім більш досвідчена команда все ж змогла зробити камбек і здобути перемогу 4:3. Станом на 13 травня 2018 року відіграв за команду з Лос-Анджелеса 10 матчів в національному чемпіонаті.

## Виступи за збірні

### Початок виступів
2005 року дебютував у складі юнацької збірної Мексики, у складі якої став чемпіоном світу серед юніорів (U-17) і найкращим бомбардиром турніру. Всього взяв участь у 8 іграх на юнацькому рівні, відзначившись 5 забитими голами.
2007 року залучався до складу молодіжної збірної Мексики. На молодіжному рівні зіграв у 8 офіційних матчах.
У той час, коли Вела перебував в оренді в «Осасуні», він був викликаний у дорослу збірну країни. Карлос дебютував у товариському матчі проти збірної Бразилії. 18 жовтня 2007 року в матчі з Гватемалою він забив свій перший гол за національну збірну.
Вела був викликаний на матчі плей-офф проти Белізу та підготовчі товариські матчі. 8 червня 2008 року він забив свій другий гол за збірну у товариському матчі проти Перу, який завершився з рахунком 4:0. В наступному матчі він забив Белізу. 21 червня в матчі він знову забив Белізу.

### Золотий кубок КОНКАКАФ 2009
Влітку 2009 року Карлос виступав за збірну на Золотому кубку КОНКАКАФ. У першому матчі він забив у ворота Нікарагуа, проте через 5 хвилин змушений був залишити поле через травму, отриману в результаті порушення правил гравця суперників. Були побоювання, що Карлос зламав ногу, але рентген показав, що побоювання марні. У півфіналі проти Коста-Рики Вела вийшов на заміну на 81-й хвилині. Основний і додатковий час закінчився з нічийним результатом, тому було призначено 11-метрові удари. Вела пробивав п'ятим і його гол вивів Мексику до фіналу, де її суперником стала збірна США. Перший тайм фінального поєдинку закінчився з рахунком 0:0, і тренер мексиканців вирішив випустити Карлоса на поле. Після цього хід поєдинку змінився. Швидкі переміщення і паси Вели дозволили Мексиці здобути перемогу з рахунком 5:0. Вела віддав пас дос Сантосу, коли був зароблений пенальті, потім він взяв участь у комбінації, яка призвела до другого голу, після цього сам забив третій, і віддав гольову передачу, коли забивався четвертий.

### Конфлікт з федерацією футболу Мексики і призупинення виступів
У вересні 2010 року, незабаром після чемпіонату світу 2010 року у ПАР, Карлос Вела разом з ще одним своїм партнером по збірній Ефраїном Хуаресом були на 6 місяців відсторонені від виступів за національну збірну Мексики. Причиною стало порушення кодексу поведінки в команді — після товариського матчу проти збірної Колумбії (1:0), що відбувся 11 вересня 2010 року в Мехіко, гравці самовільно вирішили влаштувати вечірку в одному з готелів Монтеррея, куди також були запрошені дівчата легкої поведінки. За словами спортивного директора збірної Нестора де ла Торре, ініціаторами гулянки виступили Вела і Хуарес.
Після даного покарання від федерації форвард відмовився від виступів на Золотому кубку КОНКАКАФ 2011 року і на Олімпійських іграх 2012 року в Лондоні.
4 лютого 2014 року Карлос Вела, який проводив у складі «Реал Сосьєдада» один зі своїх найкращих сезонів у клубній кар'єрі, заявив, що відмовляється від виступу за збірну Мексики на чемпіонаті світу в Бразилії.

### Повернення
У листопаді 2014 року, після трирічної відсутності, Вела прийняв запрошення до національної збірної на товариські матчів проти Нідерландів та Білорусі. Він зробив дубль у перші грі після свого повернення, коли Мексика здобула перемогу над голландцями 3:2 12 листопада.
Наступного року Карлос був включений до складу Мексики для Золотого кубка КОНКАКАФ 2015 року у США і Канаді. 9 липня в першому матчі на турнірі збірної проти збірної Куби (6:0) Вела забив гол, а у третій грі групового етапу 15 липня Вела забив свій другий гол на турнірі у грі проти Тринідаду і Тобаго (4:4), допомігши їй вийти у плей-оф. У четвертьфінальному і півфінальному матчі проти Коста-Рики та Панами відповідно Вела отримав по жовтій картці, через що змушений був пропустити фінал проти Ямайки, в якому Мексика перемогла 3:1 і виграла турнір.
Згодом брав участь з командою у Кубку конфедерацій 2017 року та чемпіонаті світу 2018 року, що обидва проходили у Росії.

## Статистика виступів

### Статистика клубних виступів
| Сезон                     | Клуб                      | Чемпіонат                 | Чемпіонат | Чемпіонат | Національний кубок | Національний кубок | Національний кубок | Єврокубки | Єврокубки | Єврокубки | Усього | Усього |
| Сезон                     | Клуб                      | Ліга                      | Ігор      | Голів     | Ліга               | Ігор               | Голів              | Ліга      | Ігор      | Голів     | Ігор   | Голів  |
| ------------------------- | ------------------------- | ------------------------- | --------- | --------- | ------------------ | ------------------ | ------------------ | --------- | --------- | --------- | ------ | ------ |
| 2006-07                   | «Саламанка»               | СД                        | 31        | 8         | КІ                 | 1                  | 0                  | -         | -         | -         | 32     | 8      |
| 2007-08                   | «Осасуна»                 | ПД                        | 32        | 3         | КІ                 | 0                  | 0                  | -         | -         | -         | 33     | 3      |
| 2008-09                   | «Арсенал»                 | ПЛ                        | 14        | 1         | КА+КЛ              | 2+2                | 0+1                | ЛЧ        | 5         | 0         | 29     | 6      |
| 2009-10                   | «Арсенал»                 | ПЛ                        | 11        | 1         | КА+КЛ              | 4+3                | 1+4                | ЛЧ        | 8         | 0         | 29     | 6      |
| 2010-11                   | «Арсенал»                 | ПЛ                        | 4         | 1         | КА+КЛ              | 5                  | 0                  | ЛЧ        | 4         | 2         | 12     | 3      |
| Усього за «Арсенал»       | Усього за «Арсенал»       |                           | 25        | 2         |                    | 11                 | 6                  |           | 13        | 0         | 49     | 8      |
| 2010-11                   | «Вест-Бромвіч Альбіон»    | ПЛ                        | 8         | 2         | -                  | -                  | -                  | -         | -         | -         | 8      | 2      |
| 2011–12                   | «Реал Сосьєдад»           | ПД                        | 35        | 12        | КІ                 | 2                  | 0                  |           | -         | -         | 37     | 12     |
| 2012–13                   | «Реал Сосьєдад»           | ПД                        | 35        | 14        | КІ                 | 2                  | 0                  |           | -         | -         | 37     | 14     |
| 2013–14                   | «Реал Сосьєдад»           | ПД                        | 37        | 16        | КІ                 | 7                  | 2                  | ЛЧ        | 8         | 3         | 52     | 21     |
| 2014–15                   | «Реал Сосьєдад»           | ПД                        | 29        | 9         | КІ                 | 1                  | 1                  | ЛЄ        | 2         | 0         | 32     | 10     |
| 2015–16                   | «Реал Сосьєдад»           | ПД                        | 35        | 5         | КІ                 | 1                  | 0                  |           | -         | -         | 36     | 5      |
| 2016–17                   | «Реал Сосьєдад»           | ПД                        | 35        | 9         | КІ                 | 4                  | 1                  |           | -         | -         | 39     | 10     |
| 2017–18                   | «Реал Сосьєдад»           | ПД                        | 13        | 1         | КІ                 | 2                  | 0                  | ЛЄ        | 2         | 0         | 17     | 1      |
| Усього за «Реал Сосьєдад» | Усього за «Реал Сосьєдад» | Усього за «Реал Сосьєдад» | 219       | 66        |                    | 19                 | 4                  |           | 12        | 3         | 250    | 73     |
| 2018                      | «Лос-Анджелес»            | MLS                       | 10        | 6         |                    | -                  | -                  |           | -         | -         | 10     | 6      |
| Усього за кар'єру         | Усього за кар'єру         | Усього за кар'єру         | 330       | 88        |                    | 36                 | 10                 |           | 29        | 5         | 395    | 103    |

## Титули і досягнення

### Клубні
- Чемпіон світу (U-17): 2005
- Переможець Золотого кубку КОНКАКАФ: 2009, 2015

### Індивідуальні
- Найкращий бомбардир чемпіонату світу серед юніорів: 2005
- Гравець року у «Реал Сосьєдаді» (2): 2011-12, 2013-14
- Гравець місяця Ла-Ліги (2): грудень 2013[14], листопад 2014[15]